# Mickey Appleman
Mickey Appleman (1946) is een professionele pokerspeler uit de Verenigde Staten. Zijn eerste World Series of Poker deelname was in 1975. Sindsdien heeft hij vier titels op zijn naam geschreven. In het Main Event van de World Series of Poker 2000 eindigde hij als negende.
Appleman maakt deel uit van de groep spelers die geholpen hebben bij het oprichten van The Mayfair Club, een pokerclub in New York waar veel kampioenen uit zijn voortgekomen. Andere spelers waren Jay Heimowitz, Dan Harrington, Erik Seidel en Howard Lederer.

## World Series of Poker bracelets
| Jaar | Toernooi                     | Prijs    |
| ---- | ---------------------------- | -------- |
| 1980 | $1.000 Seven Card Stud Split | $30.800  |
| 1992 | $5.000 Deuce to Seven Draw   | $119.250 |
| 1995 | $5.000 Limit Hold'em         | $234.000 |
| 2003 | $2.000 Pot Limit Hold'em     | $147.280 |